# Centro direzionale di Reggio Calabria
Il Centro direzionale di Reggio Calabria (noto anche come Palazzo Ce.Dir. o più semplicemente Ce.Dir.) è un complesso di edifici giuridico-amministrativi di Reggio Calabria. 
Esso sorge nel quartiere di Spirito Santo, a ridosso dell'argine destro del torrente Calopinace e pochi metri da una delle uscite della Tangenziale di Reggio Calabria.
Il Centro direzionale di Reggio è inoltre situato a pochi metri dal costruendo nuovo Palazzo di Giustizia di Reggio Calabria, a cui è idealmente collegato da un piazzale alberato intitolato alla memoria del magistrato Giuliano Gaeta.  

## Architettura
Il complesso del Centro direzionale è composto da quattro torri indipendenti, collegate esternamente in modo da configurarsi, viste dell'esterno, in un unico elemento, che si rivela all'interno della struttura nelle sue singole volumetrie. 
Al di sotto del complesso vi sono dei sotterranei che contengono, oltre ai parcheggi, anche scale mobili per la risalita e vie per il passaggio di automobili in modo da collegare la parte est con quella ovest della piazza che contiene l'edificio. 

## Uffici
Il complesso del Centro direzionale ospita, fra gli altri, i seguenti uffici:
- Aule delle udienze civili e penali del Tribunale di Reggio Calabria[2].
- URP del Comune di Reggio Calabria[3]
- Sede provinciale della Protezione Civile della Regione Calabria [4]